# Mimoides pausanias
Mimoides pausanias is een vlinder uit de onderfamilie Papilioninae van de familie van de pages. De wetenschappelijke naam van de soort is, als Papilio pausanias, voor het eerst geldig gepubliceerd in 1852 door William Chapman Hewitson. De combinatie in Mimoides werd in 1991 gemmaktdoor K.S. Brown.

## Verspreiding en leefgebied
Deze vlindersoort komt sporadisch voor in Costa Rica en Panama, maar ook in Colombia, Venezuela, Suriname, noordelijk Brazilië, Ecuador, Peru en Bolivia is de vlinder in geringe aantallen te vinden.

## Ondersoorten
- Mimoides pausanias pausanias
- Mimoides pausanias cleombrotus (Strecker, 1885)
- Mimoides pausanias hermolaus (Guenée, 1872)
- Mimoides pausanias prasinus (Rothschild & Jordan, 1906)
- Mimoides pausanias tabaguita (Kaye, 1925)